# Низькі Татри (національний парк)

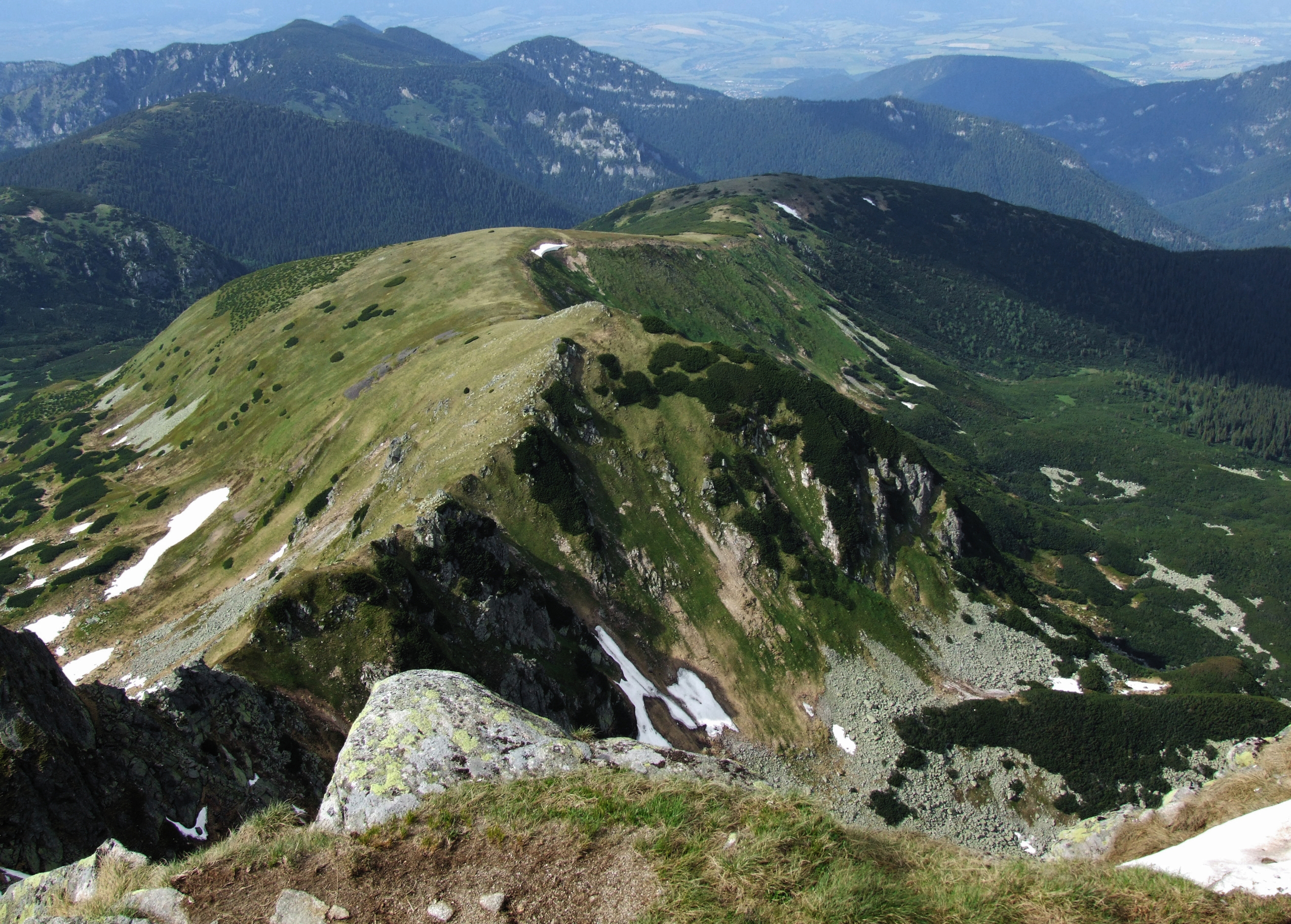
Панорама Низьких Татр з Дюмб'єру

Національний парк Низькі Татри (словац. Národný park Nízke Tatry; абр. NAPANT) — національний парк в Центральній Словаччині, між долинами річок Ваг та Грон. Парк та його буферна зона покриває усі Низькі Татри та має площу 728 км², а його буферна зона — 1102 км², що робить його найбільшим національним парком в Словаччині.
Він поділяється між Банськобистрицьким краєм (округи Банська Бистриця та Брезно districts), Жилінським краєм (округи Ружомберок та Ліптовський Мікулаш) та Пряшівським краєм (округ Попрад). Найвища вершина — Дюмб'єр (2043 м). Чотири головні словацькі річки беруть початок на вершині Кральова Голя: Ваг, Грон, Гнилець та Горнад.

## Історія
Процес захисту Нижньої Татри почався з перших спроб у 1918—1921 роках і відразу після Другої світової війни. У 1963 році було зроблено пропозицію про створення Національного парку Низькі Татри під назвою Центральний національний парк Словаччини. У період між 1965 і 1966 роками, безпосередньо перед завершенням останньої пропозиції, був запропонований проєкт Національного парку Дюмб'єр. Метою цього проєкту було включити північну і південну частини центральної території Низьких Татр. З 1967 по 1968 рр. проєкт був переформований для створення національного парку до 25-ї річниці Словацького національного повстання. Але потрібно було ще 10 років, щоб подолати різні перешкоди, що заважали створенню національного парку. Нарешті, у 1978 році національний парк був створений Постановою 119/1978 Словацької Соціалістичної Республіки. Площа національного парку становила 81 095 га, а охоронна зона — 123 990 га. Статус національного парку був опублікований в тому ж році Міністерством культури Словацької Соціалістичної Республіки в положенні 120/1978. Це положення встановлює умови для охорони окремих територій.
Межі парку та охоронної зони були переглянуті 17 червня 1997 року згідно з постановою Уряду Словаччини № 182/1997. Переглянута територія національного парку склала 72 842 га, що на 8 253 га менше, ніж у первісному вигляді. Виправлена зона охоронних зон склала 110 162 га, що на 13 828 га менше, ніж у 1978 році.

## Туризм
Парк має відмінні умови для проведення багатьох спортивних заходів. Він включає курорти Ясна, Тале, Деменовска Доліна і Чертовиця. Для громадськості відкриті наступні печери: Деменовска печера свободи (Demänovská jaskyňa Slobody), Деменовска льодова печера (Demänovská ľadová jaskyňa),Важецька печера та печера Бистра.

## Захищені території
В даний час на території парку або його буферної зони встановлені наступні охоронні території, що складають 98,89 км²:
- 10 національних заповідників
- 10 природних заповідників
- 5 національних пам'яток природи
- 6 пам'яток природи
- 1 захищене місце

## Виноски
1. 1 2  Nationally designated areas (CDDA)
2. ↑  Архівована копія. Архів оригіналу за 9 жовтня 2016. Процитовано 25 травня 2019.{{cite web}}:  Обслуговування CS1: Сторінки з текстом «archived copy» як значення параметру title (посилання)
3. ↑  20. výročie Národného parku Nízke Tatry (20th anniversary of the Low Tatra National Park) (Slovak) . Ľuboš Čillag, Low Tatra National Park. n.d. Архів оригіналу за 13 червня 2002. Процитовано 25 травня 2019.